# 肉鼻鯰
肉鼻鯰（学名：Sarcoglanis simplex）為輻鰭魚綱鯰形目毛鼻鯰科肉鼻鯰屬的其中一種。該物種是肉鼻鯰屬的唯一一種，分布於南美洲尼格羅河流域上游，體長可達2.1公分。
其种加词“simplex ”意为“简单、单一的”。